# エンジェルブレイド
『エンジェルブレイド』（ANGEL BLADE）は、日本のアダルトアニメシリーズ。

## 概要
第1作『エンジェルブレイド』（ANGEL BLADE）は、バニラより2001年12月14日から2003年4月11日まで全3巻で発売された。声優は全て非公開だが、パッケージ裏に赤字で「豪華声優陣多数出演！」と全3巻とも強調されている。2002年にはアダルトゲーム化された。詳細は#アダルトゲームを参照。
第2作『エンジェルブレイド パニッシュ！』（ANGEL BLADE PUNISH!）は、新レーベルのMUSEより2004年12月29日から2005年9月9日まで全3巻で発売された。新シリーズとなり、第1作では謎に包まれていた真実が明かされる内容となっている。
物語は未完結であるが、続編は出ていない。

## あらすじ
西暦20XX年の近未来、地球環境の大きな変化で人類は高度文明を維持しながらも、都市国家に分立して暮らしていた。高性能パワードスーツ「エンジェルブレイド」の適合者を探していた怪人集団「ダークマザー」は、とある学園を裏から買収・支配して適合者になるべく少女を見つけ出そうと目論む。

## 登場人物

### メインキャラクター
神宮寺萌奈（じんぐうじ もえな） / エンジェルブレイド
本作のメインヒロイン。女学院に通う少女で、純真な性格が特徴。「エンジェルハート・フラッシュ！」という掛け声で、エンジェルブレイドに変身できる。「エンジェル・ソード」を持って、悪の組織「ダーク・マザー」と戦いになる。「月下の聖騎士」の異名がある。バイクは「モトブレイダー」。
必殺技
アルティメット・ダイナミック
菱崎シャイア（ひしざき シャイア） / エンジェルエンダー
人気のあるアイドル歌手で、金色の長髮が特徴。OPでは超人学園ゴウカイザーの姿を彷彿とさせる変身をしているが本編ではその姿で登場しない。ちなみにゴウカイザーの方では髪の色は青色である。 エンジェルシステムの力により、「エンダー・フラッシュ！」という掛け声で、エンジェルエンダーに変身できる。エンジェルブレイドのプロトタイプであり、蹴り技が得意。
必殺技
エンダー・ドロップ
エルフィ・エルフマン / エンジェルバレット
第2作のみ登場。萌奈の前に現れた謎の少女。片言の日本語を話す。褐色の肌で、眼鏡を着けている。エンジェルシステムの力により、謎の女戦士・エンジェルバレットに変身できる。二挺拳銃を持って、「虚空の聖銃士」の異名がある。一切素性を隠している。
不動あやめ（ふどう あやめ）
悪の組織「ダーク・マザー」を追っていた女警官。潜入捜査の時に赤いマスクを着た忍者のような姿に変身する。ネイルカイザーに敗れて陵辱を受け、エンジェルブレイドに救われたことから萌奈たちと関わりをもつようになる。

### その他
天明院聖流（てんみょういん セイル）
才色兼備の生徒会長で、全校生徒の憧れの存在だった。ネイルカイザーが彼女はエンジェルブレイドの正体ではないかと疑っていた。そのため、ネイルカイザーから狙われることになる。
葉澄（はすみ）
萌奈の学友で、本人曰く「（萌奈と合わせて）学園きっての貧乳コンビ」。性格は明朗快活で、ノリと勢いで暴走するタイプ。話の本筋とは特に関わりないただの親友ポジションで終わるかと思われたが…。
知念エミリィ（ちねん エミリィ）
シティナンバー96の婦警。署長の実の娘でもある。あやめのパートナー。
クローエとイレーナを捕らえようとした際には聖流を人質に取られ逆に捕まってしまうなど詰めは非常に甘い。
響香（きょうか）
左目の目尻にある泣き黒子が特徴の美貌の持ち主。母を亡くし父も失踪して天涯孤独となった萌奈を引き取った萌奈の保護者。学園内でカフェを経営している。
実はエンジェルシステムの実験体で、エンジェルシステムの鍵を握る女性。萌奈の父親(らしき男)と連絡を取り合っている。後にダーク・マザーが響香を誘拐し、エンジェルシステムの謎を探る。カリンに蹂躙された時に「イサト」という名前を発した。
立花ハヅキ（たちばな ハヅキ）
胸が非常に大きな美人アイドル。色気を振りまく言動や仕草を取る事が多く例のお色気担当キャラを彷彿とさせる容姿の持ち主。
表の仕事では口車に乗せられては大人のバラエティ企画に出演してしまい、銭湯をはじめ各地で乳房を完全に披露している。銭湯である養老の湯でも『安全衝突チャレンジはづきアポ無し湯チャレンジャー』としてレポートに参加し脱衣している。
裏の仕事では情報収集のため様々な衣装を見つけているが、彼女の胸のサイズに合う服が準備できず思いがけず胸が完全に露出してしまいバストトップを目撃されてしまうなど苦労している。
やよい・だいすけ
シャイアの写真集を撮るグラビアのカメラマン。
超ハイテンションなアフロ頭の男性。なぜか名前の「だいすけ」よりも姓の「やよい」で呼ばれることにこだわっており、助手たちにもそう呼ばせている。助手たち共々、トイレ休憩中に男子トイレでウイドウに襲われる。そして操られた彼は今度はシャイアを襲うことになる。
イサト
謎に包まれた正体不明の男性。髭を生やし眼鏡をかけた白衣が特徴。妻にマイナをもつ。シャイアからは『おじさま』と呼ばれており、響香からも恋い慕われている様子がうかがえる。
萌奈の父親を思わせる節があり、実はエンジェルシステムの開発者。萌奈を響香に託した後、エンジェルシステムの完成に専念していた。マイナを『暗黒の呪縛から解き放つ』ことを悲願としている。
響香が拉致された際は彼も負傷していたため助けることができずにいたが、運よく葉澄に発見され救助される。その後は葉澄（らしき）人影を伴い響香の病室に姿を見せている。

### 暗黒の母（ダーク・マザー）
ファントム・レディが率いる悪の組織。浮遊古城が本拠地としている。全員は両性具有である。ファントム・レディの母乳の供養を頼まれた大量の怪人も存在する。
ファントム・レディ
悪の組織「ダーク・マザー」を操る女首領。エンジェルブレイドの真の力をも上回る強大なパワーを持って、エンジェルシステムを操ろうと企んでいた。常に乳房からは母乳が溢れており、配下たちの活動や進化の源となっている。配下の女幹部の失敗には容赦なく制裁を加える。戦闘中に何故かエンジェルブレイドに対して萌奈の名前を呼ぶ。パニッシュ最終話よりファントム・レディの素顔が披露されているが、その真意と正体は不明。
カリン
ファントム・レディの娘。ファントム・レディから直接授乳するなど、特別な存在であることをうかがわせている。
ネイルカイザー
女幹部の一人。エンジェルブレイドの正体を探っている。またエンジェルブレイドとは対等のパワーを持つ程の大幹部。後にファントム・レディが企てる「祝祭」に参加させられて消滅の危機となった。その場にエンジェルブレイドたちが駆けつけたあと、消息不明となっている。
クローエ将軍
角付きの頭と獣人風のコスチュームを着用する女幹部。
イレーナ大佐
軍服風コスチュームと眼帯を着用する女幹部。
ウイドウ
パニッシュ以降の新たな敵で、ファントム・レディの配下の再生体。糸を操る蜘蛛女。
ラッシュ & スレッジ
ウイドウの配下で、2人の筋肉男。

## 作中用語
シティナンバー96
シティナンバー（光化学スモッグの地球）を持つ無数の国家都市の1つ。
エンジェルシステム
強大な力を持つナノメタルスキン強化システム。
祝祭
約束の地

## スタッフ
エンジェルブレイド
- 企画[2]・原作 - 大張正己、青樹零夢[3]、スタジオG-1NEO
- 監督・原案・キャラクターデザイン - 大張正己
- サブキャラクターデザイン[4] - マグナムTANA[3]、もっちー、椛島洋介[2]
- メカニックデザイン[5] - 椛島洋介
- モンスターデザイン - 巫代凪遠[3]、古賀仁[5]
- 色彩設定 - 伊藤由紀子
- 美術監督 - 長尾仁
- 撮影監督 - 神山茂男
- 音楽プロデューサー - 白石慶一（SIS WORKS）
- 音響制作プロデューサー - 白石慶一（SIS WORKS）
- 音響監督 - 西村朋紘
- アニメーション制作 - スタジオG-1NEO、フロントライン
- アニメプロデューサー - 横井孝、愚麗闘破裏
- 製作 - エンジェルブレイド製作委員会

エンジェルブレイド パニッシュ！
- 原作・企画 - スタジオG-1NEO
- 監督 - 大籠之仁
- 脚本：叶智人、スタジオG-1NEO
- キャラクターデザイン - 大張正己、浜崎賢一
- サブキャラクターデザイン - 大籠之仁、愛姫みかん
- 色彩設定 - 伊藤由紀子、茶白助六[5]
- 美術監督 - 長尾仁
- 撮影監督 - 山田和弘
- Sound Produced by Elements Garden
- 音響監督 - 西村朋紘、OMO
- 総監督 - 大張正己
- アニメーション制作：旭プロダクション
- アニメーションプロデューサー - 愚麗闘破裏、小川弥生
- 製作 - ABP製作委員会

## 主題歌
エンジェルブレイド
テーマ曲「ブレイド美女(?)」
作詞：青樹零夢／作曲：高木真由美／編曲：佐藤鷹／歌：Ms・Y
エンディング曲「ROSES」
作詞：片岡かれん／作曲：高木真由美／編曲：上松範康／歌：島涼香
エンジェルブレイド パニッシュ！
オープニング曲「GO WAY!!」
歌・作詞：飛蘭“フェイラン”／作曲：上松範康／編曲：藤間仁
エンディング曲「ROSES」
作詞：片岡かれん／作曲：高木真由美／編曲：上松範康／歌：島涼香

## 各話リスト
| 発売日         | 話数  | サブタイトル | 脚本          | 画コンテ | 作画監督   |
| -------------- | ----- | ------------ | ------------- | -------- | ---------- |
| 2001年12月14日 | ACT.1 | 女神降臨     | 青樹零夢      | 青樹零夢 | うのまこと |
| 2002年7月5日   | ACT.2 | 女神覚醒     | 古賀仁        | 古賀仁   | 椛島洋介   |
| 2003年4月11日  | ACT.3 | 女神天昇     | 古賀仁 叶智人 | 古賀仁   | 椛島洋介   |

| 発売日         | 話数  | 脚本                  | 画コンテ          | 演出     | 作画監督            |
| -------------- | ----- | --------------------- | ----------------- | -------- | ------------------- |
| 2004年12月29日 | ACT.1 | 叶智人 スタジオG-1NEO | 大籠之仁          | 大籠之仁 | みうらたけひろ      |
| 2005年5月13日  | ACT.2 | 叶智人 スタジオG-1NEO | みうらたけひろ    | 大籠之仁 | 渡辺邦州            |
| 2005年9月9日   | ACT.3 | 叶智人 スタジオG-1NEO | 大籠之仁 大張正己 | 上田真弓 | 愛姫みかん 大籠之仁 |

## シリーズ
エンジェルブレイド
- エンジェルブレイド ACT.1「女神降臨」 2001年12月14日発売 JVDW-45
- エンジェルブレイド ACT.2「女神覚醒」 2002年7月5日発売 JVDW-46
- エンジェルブレイド ACT.3「女神天昇」 2003年4月11日発売 JVDW-47
- エンジェルブレイド アルティメットエディション 2004年7月9日発売 JVDW-91
- エンジェルブレイド アルティメットエディション(UMD Video) 2005年12月9日発売 JUMD-1
- エンジェルブレイド アルティメットエディション モザイクリニューアルバージョン2017年11月10日発売 DWVA-755

エンジェルブレイド パニッシュ!
- エンジェルブレイド パニッシュ! ACT.1 2004年12月29日発売 JVDM-1
- エンジェルブレイド パニッシュ! ACT.2 2005年5月13日発売 JVDM-2
- エンジェルブレイド パニッシュ! ACT.3 2005年9月9日発売 JVDM-3
  - 第1巻の初回限定版特典はサウンドトラックCD封入。第2巻の映像特典はキャラクター設定資料集。第3巻の映像特典はノンクレジットオープニング。パッケージイラストは愛姫みかんが描き下ろしている。

- エンジェルブレイド パニッシュ! アルティメットエディション 2007年3月9日発売 JVDM-8
- エンジェルブレイド パニッシュ! アルティメットエディション(UMD Video) 2007年12月7日発売 JUMD-3

## アダルトゲーム
2002年10月4日に、デジアニメ・コーポレイションより発売された。
アダルトアニメ版とはストーリーが異なり、主人公はエンジェルブレイドと敵対するダークマザーより雇われた出身も国籍も謎の非合法専門の便利屋である「KAZI」という名の男性キャラになっている。